# Сферикон

Анімація сферикона

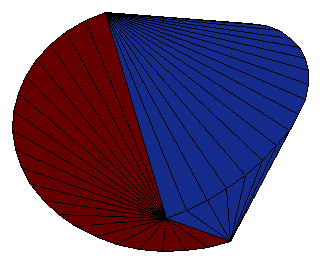
Сферикон як лінійчата поверхня. Дві ідентичні півконічні половини показано різними кольорами.

Сферикон — тверде тіло, що має безперервну поверхню, що розгортається, з двома конгруентними напівкруглими краями і чотирма вершинами, що утворюють квадрат. Він належить до особливого сімейства поверхонь кочення, які, котячись по рівній поверхні, дотикаються усіма точками своєї поверхні до поверхні, по якій вони котяться. Це було вперше показано ізраїльським винахідником ігор та іграшок Девідом Гараном Гіршем, який запатентував його в Ізраїлі в 1980 році. Ім'я сферикону дав Колін Робертс, який також займався його вивченням.

## Конструкція
Сферикон може бути виготовлений з подвійного конуса з кутом при вершині 90 градусів, шляхом його розщеплення по площині через обидві вершини, обертання однієї з двох половин на 90 градусів і повторного з'єднання двох половин. Інший варіант — склеювання з паперового шаблону у вигляді чотирьох кругових секторів (з центральними кутами π / √2), сполучених краями.

## Геометричні властивості
Площа поверхні сферикона радіуса r обчислюється за формулою:
{\displaystyle S=2{\sqrt {2}}\pi r^{2}}
Об'єм обчислюється за формулою:
{\displaystyle V={\frac {2}{3}}\pi r^{3}}
і точно дорівнює половині об'єму сфери того ж радіуса.

## Історія

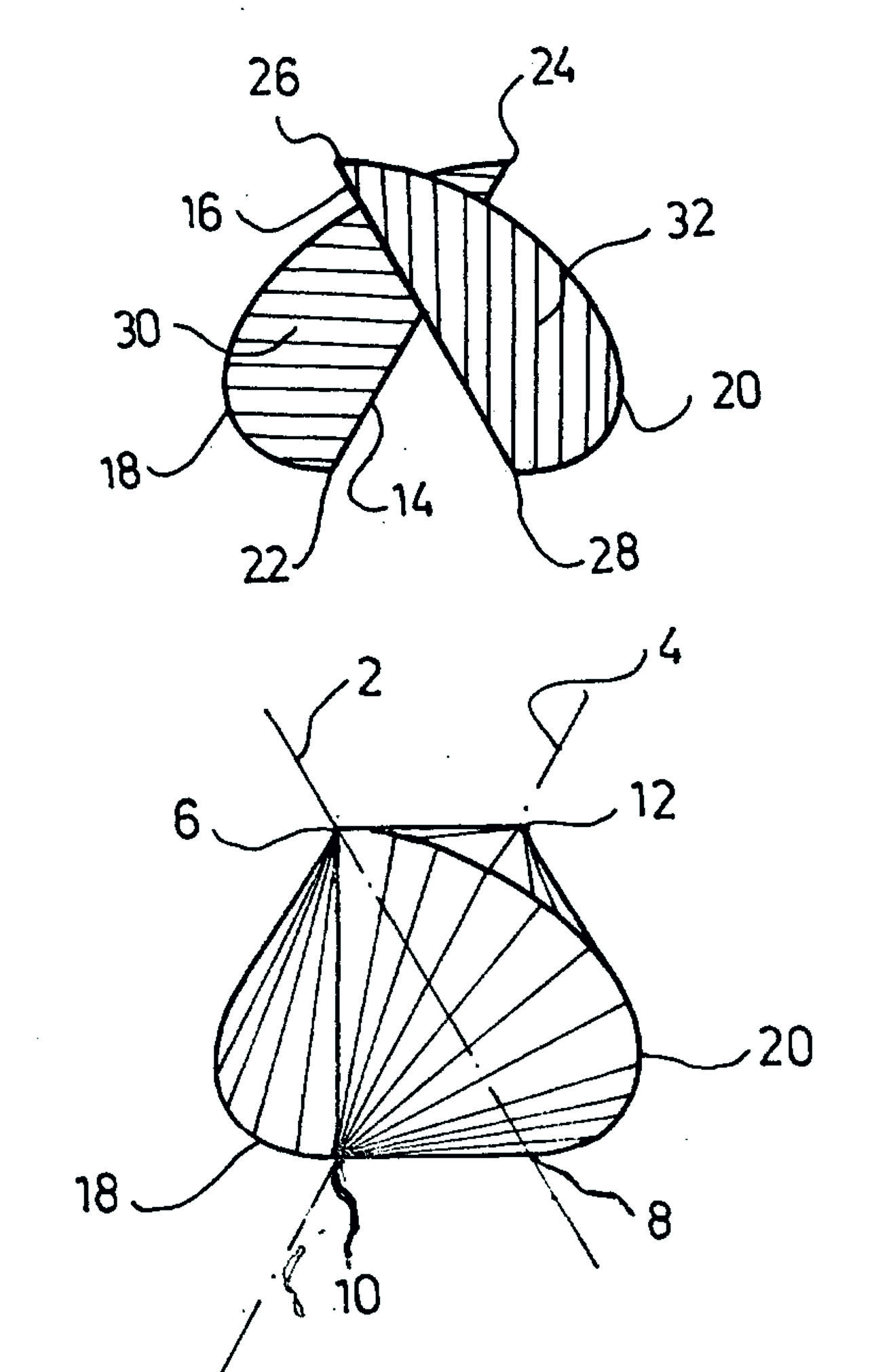
Креслення двох півдискових пристроїв для генерування руху меандру і сферикона, взяті з оригінальної заявки на патент, поданої Девідом Гіршем.

У 1979 році Девід Гірш винайшов пристрій для створення руху меандру. Пристрій складався з двох перпендикулярних півдисків, сполучених осями симетрії. Розглядаючи різні конфігурації цього пристрою, він виявив, що форма, створена шляхом з'єднання двох півдисків точно в центрах їхніх діаметрів, являє собою скелетну структуру твердого тіла, що складається з двох половин подвійних конусів, з'єднаних їхніми квадратними перерізами з допомогою повороту на кут 90 градусів і що ці два об'єкти мають такий самий рух меандру. Гірш подав патент в Ізраїлі в 1980 році. Через рік компанією Playskool була представлена іграшка під назвою Wiggler Duck (хитна качка), заснована на пристрої Хірша.

У жовтні 1999 року Ян Стюарт написав статтю «Cone with a Twist» з цього питання у своїй колонці «Математичні пояснення» в Scientific American. Це викликало чималий інтерес до форми та було використано Тоні Філліпсом для розробки теорій про лабіринти. Сферикон використовується в якості логотипу і назви ізраїльською дослідницькою компанією Sphericon Ltd.